# Fritz Stadler

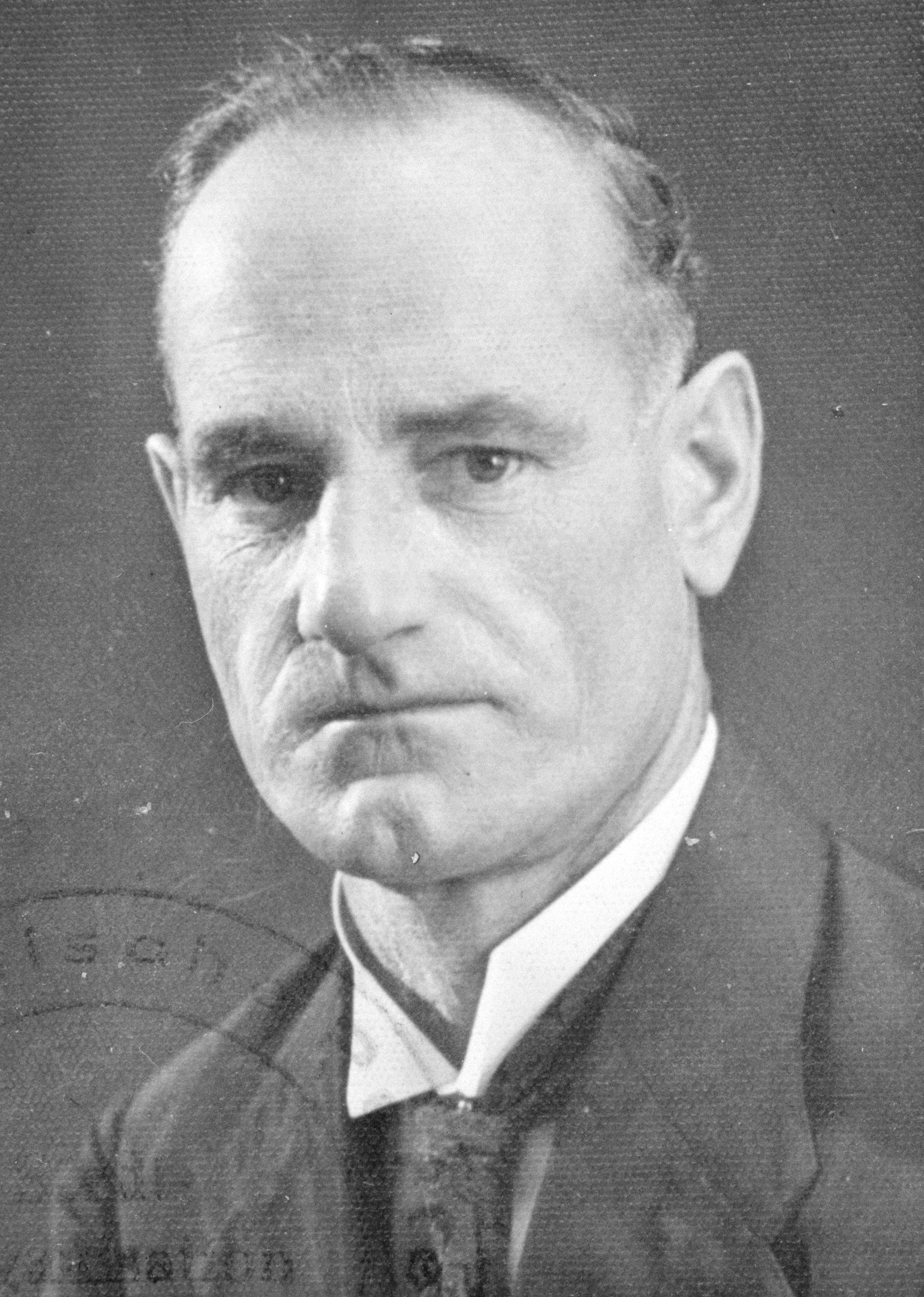
Fritz Stadler

Fritz Stadler (* 17. Juli 1892 in Obereching, Gemeinde Sankt Georgen bei Salzburg; † 12. September 1965 in Bludenz) war ein österreichischer Politiker (SDAP) und Bahnbeamter. Er war von 1932 bis 1934 Abgeordneter zum Vorarlberger Landtag.

## Ausbildung und Beruf
Stadler wurde in der Ortschaft Obereching bei Salzburg geboren und besuchte zunächst die Volksschule. Danach absolvierte er die Fortbildungsschule in der bayrischen Stadt Laufen an der Salzach. 1913 übersiedelte er nach Bregenz und trat in den Dienst der k. k. österreichischen Staatsbahnen. Er arbeitete bis zu seiner Pensionierung 1952 bei der Eisenbahn und war nach dem Ersten Weltkrieg Mitarbeiter der Österreichischen Bundesbahnen. Während des Ersten Weltkriegs diente er zwischen den Jahren 1914 und 1915 an der russischen Front, wobei er eine Verwundung bei Josefshof-Lublin erlitt. In der Folge wurde er von 1916 bis 1918 im Eisenbahndienst an der Südfront eingesetzt.

## Politik und Funktionen
Stadler wurde Mitglied der Sozialdemokratischen Partei und engagierte sich zudem als Mitglied sowie 1. Kontroller des Vereins Dornbirner Arbeiterheim. Er war des Weiteren als Mitglied des Arbeiter Turnvereins Lauterach aktiv, Mitglied des SOS-Kinderdorfes sowie Mitglied des Österreichischen Gewerkschaftsbundes. Stadler war zwischen den Jahren 1919 und 1934 Mitglied der Gemeindevertretung von Lauterach, zudem vertrat er als Abgeordneter des Wahlbezirkes Bregenz die Sozialdemokratische Arbeiterpartei ab dem 22. November 1932 im Vorarlberger Landtag. Stadler war dabei im Sitzungsjahr 1932/33 Mitglied im Landwirtschaftlichen Ausschuss. Er büßte sein Mandat per 12. Februar 1934 im Zuge des Österreichischen Bürgerkriegs ein, wobei nach dem Verbot der Sozialdemokratischen Partei alle ihre Mandatare ihre politischen Mandate verloren. Nach dem Zweiten Weltkrieg war Stadler zwischen 1947 und 1949 Mitglied der Stadtvertretung von Dornbirn, 1956 übersiedelte er mit seiner Familie nach Bludenz.

## Privates
Fritz Stadler wurde als Sohn von Peter Stadler und Theresia Buschhauser geboren. Er heiratete 1920 in Rankweil Klementine Tomaselli (1891–1981) und wurde 1921 Vater einer Tochter und 1926 Vater eines Sohnes.

## Auszeichnungen
- Verwundetenmedaille (Erster Weltkrieg)